# Fan of a Fan (álbum)
Fan of a Fan é uma mixtape de Tyga e Chris Brown lançada em 2010. Cinco vídeos online foram lançados com base nas canções Holla @ Me, G Shit, Deuces, No Bullshit e I'm So Raw.

## Faixas
| N.º            | Título                                                      | Produtor(es)      | Duração |  |
| 1.             | "Intro" (Tyga, Chris Brown)                                 | Kevin McCall      | 0:39    |  |
| 2.             | "What They Want" (Chris Brown, Tyga)                        | Kevin McCall      | 3:11    |  |
| 3.             | "Drop Top Girl" (Tyga, Chris Brown)                         | Kevin McCall      | 2:36    |  |
| 4.             | "Deuces" (Chris Brown com Tyga & Kevin McCall)              | Kevin McCall      | 4:35    |  |
| 5.             | "No Bullshit" (Chris Brown)                                 | Tha Bizness       | 4:06    |  |
| 6.             | "48 Bar Rap" (Chris Brown)                                  | Jahlil Beats      | 2:32    |  |
| 7.             | "Ballin'" (Chris Brown & Tyga com Kevin McCall)             | Kevin McCall      | 3:34    |  |
| 8.             | "Middle Talking" (Chris Brown, Tyga)                        | Kevin McCall      | 0:23    |  |
| 9.             | "Ain't Thinkin' Bout You" (Chris Brown com Bow Wow)         | Kevin McCall      | 3:54    |  |
| 10.            | "Like a Virgin Again" (Chris Brown & Tyga com Kevin McCall) | Kevin McCall      | 3:35    |  |
| 11.            | "Have It" (Chris Brown, Tyga)                               | Kevin McCall      | 4:01    |  |
| 12.            | "Number One" (Chris Brown com Kevin McCall)                 | Kevin McCall      | 3:43    |  |
| 13.            | "Make Love" (Chris Brown, Tyga)                             | Kevin McCall      |         |  |
| 14.            | "I'm So Raw" (Tyga)                                         | Kanye West        | 1:57    |  |
| 15.            | "I'm on It" (Tyga com Chris Brown)                          | Calvo Da GR8      | 2:54    |  |
| 16.            | "Movin' 2 Fast" (Tyga)                                      | K.E. on tha Track | 3:29    |  |
| 17.            | "Regular Girl" (Chris Brown, Tyga)                          | Flaco Da Great    | 3:30    |  |
| 18.            | "Outro Talking" (Chris Brown, Tyga)                         | Flaco Da Great    | 0:45    |  |
| Duração total: | Duração total:                                              | Duração total:    | 48:13   |  |

| Faixas Bónus   |                                   |                |         |  |
| N.º            | Título                            | Produtor(es)   | Duração |  |
| 19.            | "G Shit" (Tyga, Chris Brown)      | Jahlil Beats   | 4:04    |  |
| 20.            | "Holla at Me" (Chris Brown, Tyga) | Jahlil Beats   | 3:14    |  |
| Duração total: | Duração total:                    | Duração total: | 7:18    |  |